# スーパークイズスペシャル
『スーパークイズスペシャル』（SUPER QUIZ SPECIAL）は、日本テレビ系列で毎年、春と秋の番組改編期に、1990年春から1999年秋に放送されていた、様々なタイプのクイズと主に各バラエティ番組のゲーム等を中心とした、日本テレビの各番組のレギュラー・司会者等が総出演したバラエティ番組の別称である。
1991年秋から1996年春までは『4時間クイズスーパースペシャル』または『クイズスーパースペシャル』と呼ばれていたが、1994年4月にスタートした単発番組の『スーパースペシャル』と間違えやすいことから1996年秋からこのタイトルに変更された。正式タイトルは頭に『4月（10月・秋）は人気番組で』や『春（秋）は人気番組で!!』、そして『春（秋）は超人気番組大集合!!』が付く。

## 概要
「スーパークイズスペシャル」の直接的な前身企画は『笑ってヨロシク SHOW by ショーバイ!!』（1989年12月27日放送）である。これは当時日本テレビの番組『どちら様も!!笑ってヨロシク』と『クイズ世界はSHOW by ショーバイ!!』が合体したもので、司会は両番組の司会者である所ジョージと逸見政孝の2人が担当した。
1990年春から1991年春までは、『クイズ世界はSHOW by ショーバイ!!』のクイズのみで構成。そのため、番組タイトルも『4月は人気番組でSHOW by ショーバイ!!』、『秋は人気番組でSHOW by ショーバイ!!』等であった。1991年秋の放送以降は『SHOW by ショーバイ!!』に限らず様々な番組のクイズが出題された。この番組の特徴は、クイズ番組ではない番組からもその番組にちなんだクイズが出題されるというところである。また、本来メイン番組を持っている司会者たちがクイズによっては解答者として参加していたことも特徴として挙げられる。
放送日は1995年春までは『SHOW by ショーバイ!!』及び『笑ってヨロシク』の放送に合わせて水曜日であったが、1995年秋からは『マジカル頭脳パワー!!』の放送に合わせて木曜日に変更された。
1999年秋をもって終了し、翌日に最終回を迎えた『マジカル』と共に9年の歴史に幕を閉じた。

## 番組タイトルの歴史
番組タイトルに入っている番組は基本的にはその放送回でクイズを出題しているが、『ビートたけしのお笑いウルトラクイズ』や『EXテレビ』のようにクイズを出題したが番組タイトルに入っていない番組もある。1996年秋以降はクイズを出題していない番組も入るようになった。
視聴率はいずれも、ビデオリサーチ調べ、関東地区・世帯・リアルタイム。
| 回 | 放送年と季節 | 放送日        | 放送時間      | 正式タイトル | 視聴率 | 備考                                                                                              |
| -- | ------------ | ------------- | ------------- | --- | ------ | ------------------------------------------------------------------------------------------------- |
| 1  | 1990年春     | 1990年4月11日 | 19:00 - 20:54 | 『4月は人気番組でSHOW by ショーバイ!!』                                                                                         | 15.6%  |                                                                                                   |
| 2  | 1990年秋     | 1990年10月3日 | 19:00 - 20:54 | 『秋は人気番組でSHOW by ショーバイ!!』                                                                                          | 15.8%  |                                                                                                   |
| 3  | 1991年春     | 1991年4月3日  | 19:00 - 20:54 | 『4月は人気番組でSHOW by ショーバイ!!』                                                                                         | 21.8%  |                                                                                                   |
| 4  | 1991年秋     | 1991年10月2日 | 19:00 - 22:46 | 『10月は人気番組でSHOW by ショーバイ世界まる見えマジカルで笑ってヨロシク』                                                      | 21.3%  | この特番から、別称が『4時間クイズスーパースペシャル』になる。                                     |
| 5  | 1992年春     | 1992年4月1日  | 19:00 - 22:46 | 『4月は人気番組でSHOW by ショーバイ世界まる見えマジカルで笑ってヨロシク』                                                       | 22.5%  |                                                                                                   |
| 6  | 1992年秋     | 1992年9月30日 | 19:00 - 22:46 | 『秋は人気番組で!!SHOW by ショーバイ世界まる見えマジカル頭脳で笑ってヨロシクどんなMONだい?!』                                   | 21.8%  | この特番から、番組タイトルが『4（10）月は人気番組で』から『春（秋）は人気番組で!!』に変更される。 |
| 7  | 1993年春     | 1993年3月31日 | 19:00 - 22:46 | 『春は人気番組で!!SHOW by ショーバイ世界まる見えマジカル頭脳で笑ってヨロシクどんなMONだい?!』                                   | 23.3%  |                                                                                                   |
| 8  | 1993年秋     | 1993年10月6日 | 19:00 - 22:48 | 『秋は人気番組で!!SHOW by ショーバイ世界まる見えマジカル頭脳で笑ってヨロシクどんなMONだい?!』                                   | 21.3%  |                                                                                                   |
| 9  | 1994年春     | 1994年3月30日 | 19:00 - 22:54 | 『春は人気番組で!!SHOW by ショーバイ世界まる見えマジカル頭脳で笑ってヨロシク』                                                  | 25.1%  |                                                                                                   |
| 10 | 1994年秋     | 1994年10月5日 | 19:00 - 22:54 | 『秋は人気番組で!!SHOW by ショーバイ世界まる見えマジカル頭脳で笑ってヨロシク特ホウ王国』                                        | 22.8%  |                                                                                                   |
| 11 | 1995年春     | 1995年3月22日 | 19:00 - 22:54 | 『春は人気番組で!!笑ってヨロシク世界まる見えマジカル頭脳で特ホウ王国!SHOW by ショーバイ!!』                                     | 22.4%  |                                                                                                   |
| 12 | 1995年秋     | 1995年9月28日 | 19:00 - 22:54 | 『秋は人気番組で!!マジカル頭脳まる見え特ホウ王国SHOWby笑ってヨロシク!バラ珍もヒッパレ!!』                                       | 24.4%  |                                                                                                   |
| 13 | 1996年春     | 1996年3月21日 | 19:00 - 22:24 | 『春は超人気番組大集合!!マジカル頭脳まる見え特ホウ王国ショーバイ笑ってヨロシクバラ珍ウリナリもヒッパレ!!』                      | 24.0%  | この特番から、『春（秋）は超人気番組大集合!!』が使われるようになる。                              |
| 14 | 1996年秋     | 1996年9月26日 | 19:00 - 21:54 | 『秋は超人気番組大集合!!マジカル頭脳まる見え笑ってコラえてバラ珍特ホウ王国ウリナリもヒッパレ!!』                                | 24.7%  | この特番から、別称が『スーパークイズスペシャル』になる。                                          |
| 15 | 1997年春     | 1997年3月20日 | 19:00 - 21:54 | 『春は超人気番組大集合!!マジカルまる見えバラ珍コラえて特ホウ特命おしゃれに大辞テンもヒッパレ!!』                                | 23.5%  |                                                                                                   |
| 16 | 1997年秋     | 1997年9月25日 | 19:00 - 21:24 | 『秋は超人気番組大集合!!マジカルまる見えバラ珍コラえて200Xウリナリぐるぐる大辞テンもヒッパレ!!』                                | 21.2%  |                                                                                                   |
| 17 | 1998年春     | 1998年3月19日 | 19:00 - 21:24 | 『春は超人気番組大集合マジカル特命まる見えバラ珍DASHコラえて大辞テンGyu!っとメレンゲぐるぐる快傑おしゃれにヒッパレ!!』          | 21.5%  |                                                                                                   |
| 18 | 1998年秋     | 1998年9月24日 | 19:00 - 21:24 | 『秋は超人気番組大集合!!特命まる見え大辞10バラ珍ウリナリGyu!ぐるナイマジカル御殿コラえて!おしゃれにメレンゲ龍DASHでヒッパレ!!』 | 19.6%  |                                                                                                   |
| 19 | 1999年春     | 1999年3月18日 | 19:00 - 21:24 | 『春は超人気番組大集合!!電波ウリナリまる見えぐるナイDASH御殿伊東家バラ珍マジカルGyu!メレンゲ大辞10特命笑って龍ヒッパレ』        | 20.5%  |                                                                                                   |
| 20 | 1999年秋     | 1999年9月15日 | 19:00 - 21:24 | 『秋は超人気番組大集合おもいッきりまる見え伊東家コラえて大辞10バラ珍マジでぐるナイ電波ピカイチDASHヒッパレ200X!!』              | 18.7%  |                                                                                                   |

## 歴代司会者
- 逸見政孝
- 板東英二
- 所ジョージ
- ビートたけし
- 島田紳助
- 渡辺正行[注 4]
- 福澤朗[注 5]
- 久本雅美
- 楠田枝里子[注 6]
- 木村優子[注 7]
- 永井美奈子[注 8]
- 大橋巨泉[注 9]
- 笑福亭鶴瓶
- 内村光良
- 南原清隆
- ガダルカナル・タカ
- 飯島直子
- 篠原涼子
- 中山秀征
- 安室奈美恵
- 三宅裕司
- 松本明子
- グッチ裕三
- 草野仁
- 笛吹雅子
- みのもんた
- 古舘伊知郎
- 渡辺満里奈
- 今田耕司
- 東野幸治
- 岡村隆史
- 矢部浩之
- 徳光和夫
- 堂本剛
- 堂本光一
- 関谷亜矢子
- マルシア
- 北野大
- 城島茂
- 山口達也
- 国分太一
- 松岡昌宏
- 長瀬智也
- 新垣仁絵
- 島袋寛子
- 上原多香子
- 今井絵理子

逸見休養前はオープニングは逸見、板東、所が登場し、たけしは純金を紹介する場面で登場。その後席決め早押しの途中のCM明けから逸見、板東、渡辺、木村（93年春からは永井）が担当。本戦は基本的に「SHOWby」「マジカル」からの出題時は逸見、板東、渡辺、木村（永井）が担当し、「笑ってヨロシク」「世界まる見え」からの出題時は所、たけしが担当。「お笑いウルトラクイズ」については91年秋・92年春はたけし、所が担当したが、92年秋・93年春はたけし・逸見が担当した。後半戦最初の「アナウンサー早押しクイズ」と決勝戦は、逸見・板東・所・たけしの4人が担当。

## 番組ルール
得点単位は『SHOW by ショーバイ』で使用しているショーバイマネーの「萬」である。『マジカル』の問題に関しても「居残り早押しクイズ」や「エラーを探せ」では通常の「頭脳指数」を「萬」に差し替えていた。「マジカルミステリー劇場」などでは通常出題前に提示される頭脳指数を提示しない形で進行した。ルールは放送のたびに大幅な違いがあったが、得点の単位（ショーバイマネー）である「萬」は1999年秋の番組最終回まで受け継がれていた。
オープニングで席決め早押しクイズに挑戦し、正解順によりこれらの席を決める。1軍席争奪は『SHOW by ショーバイ』から『何を作っているのでしょうか?』を始めとする早押しクイズを出題し、1991年秋-1994年秋の2軍席争奪は『マジカル』から『マジカルスキャナ』（1991年秋-1992年春）→『早押しエラーを探せ!』（1992年秋-）が出題される。1軍に関しては正解後に司会者席のミリオンスロットでショーバイマネーを獲得して正解順に着席する。2軍に関しては1992年秋までは前述の1軍の席決めと同様で、1993年春以降はエラーの難易度によって5萬から50萬のショーバイマネー（VTRでは通常の頭脳指数の表示画面がミリオンスロットの画像に差し替えられていた）を獲得し、1軍の顔ぶれを見て好きな色の座席に着席する。それでも席が決まらないチームは『3軍席決め抽選』で席が決定する。
本戦は基本的にはクイズに正解すると1軍はミリオンスロットのショーバイマネーを獲得することが出来、2軍は一律10萬、3軍は一律5萬しか獲得出来ない。1軍が不正解すると2軍、3軍と入れ替わる。早押しクイズの場合に限り、1軍の出したミリオンスロットの金額が得点になり、正解すれば、2軍・3軍のチームでも一気に1軍へ進行した。また、ミリオンスロットは使用せず、予めショーバイマネーが定められているクイズや縦列連帯で行われるクイズも存在した。1992年春までは「SHOW by ショーバイ」の通常の「書き問題」があったが、1992年秋と1993年春の2回は通常の書き問題のルールで「ウソつき4択」を行なった。1993年秋の回では「世界まる見え!」からの書き問題もあった。
マジカル頭脳パワー!!の「恐怖の居残り早押しクイズ」ではショーバイマネーが初期は一律100萬 - −50萬となり正解した者のいるチーム・VTR終了までに残った人のいるチームに得点・減点する。92年秋に前半を-50萬から0萬に変更され、93年春に後半も同様に-50萬から0萬に変更された。また、前半ではスタート時の得点が異なり、半年後、後半も同様のシステムをとった。
本戦ラストクイズで『SHOW by ショーバイ』から『いっつみいのウソつき4択』を出題し、正解チームは司会者席のミリオンスロットに挑戦。得点の高いチームから挑戦し、終了時点で上位数チームが決勝進出となる。1993年秋以降は敗者復活戦を実施し、最後まで残った1チームも決勝に進出する。復活したチームは、決勝進出したチームの一番低得点のチームと同額の得点からスタート出来る。決勝戦は全て早押しクイズで、『マジカル』から『エラーを探せ』（1992年秋-1994年春）、『世界まる見え』から『世界のCM早押しクイズ』、『SHOW by ショーバイ』から『何を作ってるのでしょうか?』を始めとする早押しクイズを出題される。『エラーを探せ』はエラーの難易度により5萬から100萬、それ以外は正解すると司会者席のミリオンスロットに挑戦することが出来る。優勝チームは、獲得したショーバイマネーと同額の純金が授与された。1992年秋までは準優勝チームは最終売り上げの半額分の純金を贈呈された決勝に進出出来なかったチームは優勝チームを予想し、的中すれば、ゴールドバーが贈呈された。1991年春までは優勝チームが獲得した金額の1割が贈呈されていた。1992年春まで、優勝チーム決定後の余興として『SHOW by ショーバイ』の特製・時価100万円相当の「ゴールドプレート」争奪戦を実施していた。ルールは各チームが一回ミリオンスロットに挑戦し、最高額を出したチームに贈呈された。最高額チームが複数の場合は、勝ち抜き方式で1チーム決定までスロットを続行する。
1994年春からは、司会者席のミリオンスロットがスーパーミリオンスロットになり、25萬と200萬の出目が追加され、更に1994年秋からは、解答者席のミリオンスロットもスーパーミリオンスロットになり、25萬と100萬の出目が追加された。
1995年春からは、予選・決勝のシステムが廃止された。司会者席のミリオンスロットは使用しなくなり、解答席のミリオンスロットのみ使用していた。スロット回転場面や席の入れ替わり、リアルタイムの得点発表や40萬の横取り行為の場面を放送カットしていた。この回から『SHOW by ショーバイ』をメインとした内容では無くなり、クイズよりゲームコーナーの割合が多くなっていった。また、同じく1995年春からは、ラストクイズとして全員参加で「スーパージャックポットクイズ」が行われた。『SHOW by ショーバイ』終了後の1996年秋～1997年秋はそれに代わって「体重ピタリ当てましょう」になり、美女3-4人+松村邦洋などの追加人物の合計体重を当てるというものだった。1998年春以降はラストクイズが毎回異なっていった。1995年秋からはミリオンスロットが廃止された。

## 主なオリジナルクイズ
元々クイズ番組ではない番組も多いため、『スーパークイズスペシャル』のためにクイズを作って出題する場合もあった。
ほとんどは番組制作のVTRを見て、そこからクイズを出題する。また、『マジカル頭脳パワー!!』のメインコーナーだった「恐怖の居残り早押しクイズ」やスペシャル限定の「仲間でバトル」（「くっつきバトルロイヤル」の姉妹版。「世界の国と首都」、「日本テレビで（1997年当時）放送されている番組」（ただし、すでに放送が終了した番組は除く）がお題として出た）は『スーパークイズスペシャル』で初登場したクイズである。
勝手にデュエットクイズ
1992年秋のみに『夜も一生けんめい。』からの出題クイズとして実施された。司会は逸見とたけし。DORA、デューク・エイセスがそれぞれ別の歌を歌っていて、全員が歌っている曲名全てを早押しで答える。
100人に聞いたら1人しか答えませんでした
1993年春に『EXテレビ』からの出題クイズとして初登場した。司会は最初は紳助と板東だが、途中から紳助、1998年秋では久本とKinKi Kids。東京都内の街頭で100人に有名人に関するアンケートを実施（例：名前に「もん」が入っている有名人は?など）。その中で1人しか答えなかった少数回答を当てる。『EXテレビ』が終了した1994年春以降も人気コーナーだったため、1999年春まで実施された。『EXテレビ』参照。このクイズ自体は『芸能界の厳しさ教えますスペシャル!』でも実施された。
11PM世界ダービーNo.1クイズ
1994年春に『11PM』からのクイズとして登場。司会は巨泉と永井。世界のNo.1にまつわるクイズを出題し、「イレブンダービー」のルールで展開された。なお、巨泉の司会はすべての放送回を通じてこのコーナーのみであった。
日本テレビ縦断ビッグスターお笑いウルトラクイズ
1995年春から1996年秋まで実施された。司会は1995年春では所と鶴瓶、1995年秋以降はたけしと所。『アメリカ横断ウルトラクイズ』の「バラマキクイズ」が基本ルールである。当時の日本テレビ本社（後の麹町分室、現在は解体撤去）内に問題内容が収納されている用紙があり、それを探し出し、スタジオに戻ってくる。1995年春はスカを引いた場合、1995年秋からはクイズに間違えると、着包みや被り物を着用して走行しなければいけないというルールだった。1995年には18チーム全員参加で9チーム毎2回戦実施された。1996年春には4チームに付き2人の割合で参加し、勝ち抜けると4チームに得点が加算されるというルールで、1996年秋には2チームに付き1人の割合で参加し、勝ちぬけると2チームに得点が加算されるというルールに変更された。1995年春は先着4チームに30萬加算され、1995年秋は1位抜けで30萬、以下20萬・10萬・5萬加算された。1996年春は1位抜け50萬、2位抜け：40萬（横取り無し）、以下30萬、20萬、10萬と加算され、1996年秋は1位抜けで40萬（横取りなし）、以下30萬・20萬・10萬・5萬が加算された。
なお、1997年春には背負った風船が爆発するまでに面白いギャグを披露する「お笑い風船爆発バトル」、1997年秋には選んだ物を使ってダジャレを披露する「ダジャレバトル」として行われた。この時は「スカ」を引いた場合および不正解の場合の着包み・被り物着用は無くなった。なお、1997年秋ではたけしが欠席しており、代わりに彼の兄である北野大が所と一緒に担当している。
一流芸能人トップは誰だ!?
1994年秋から1995年秋まで実施された。司会は紳助。出演者の中から選ばれた3人が「ウ冠の付く漢字」等のテーマが出題され、それに合うものを制限時間内にどれだけ書けるかを競合し、各チームは優勝者を予想した。
熱湯チャレンジ!トップは誰だ!?
1995年春に実施。一番長く熱湯風呂に入れたか当てるクイズ。司会はガダルカナル・タカと飯島直子。
イス取りクイズ
1996年春から1999年秋まで実施された。司会は1997年秋・1998年秋を除き紳助と永井、1997年秋以降では紳助と関谷亜矢子、1998年秋は鶴瓶・今田・東野が担当。椅子取りゲームの要領で出場者が椅子の周りを回るが、着席出来なかった出場者は敗者復活クイズに臨むことになる。問題は、常識的なものを出題していた。クイズに正解すれば再びゲームに参加できるが、その場合、椅子に着席している出場者からターゲットを一人指名して代わりに座り、指名された者は失格となる。最後まで残ったチームには50萬(放送回によっては30萬）、2位には10萬。このクイズは後に『LAUGH&PEACE 笑いはニッポンを救う。』の特番の1コーナーとして、当番組と同様に紳助司会で行われた。
ターゲットの指名の際は相手に対して「どけ！」とコールしなくてはならず、それはたとえ相手がどれだけ大先輩や人気者であっても例外にはならない。このルールのため、正解者がターゲットを見定めるのに苦悩するシーンもお約束であった。
覆面クイズ正解は多数決!!
1997年秋から1999年秋まで実施された。司会は今田耕司と東野幸治で(1998年秋・1999年春には途中から研ナオコも)、出題は松永二三男か藤井恒久か森功至。最終問題の前の問題で芸能人にまつわる問題が出題される。9人の解答者は目の部分を摺りガラスで隠された上に声も加工して、その問いに対して被った解答数×5萬が加算されるクイズ形式である。1998年春の回から「正直に答えない場合は-10萬」というルールもあったが、ほとんど適用されなかった。回答はスキャンダルや芸能人の裏の顔などアンダーグラウンドな話ばかり飛び出し、解答にモザイクを入れなければいけないことも多々あったため、別名「アングラクイズ」とも呼ばれた。時折、解答者が同じ席にいる別の解答者（の悪口）を答えることもあり、摺りガラス越しで激しく言い合いすることも見られた。末期は回答内容であまりに過激さが増したため、「しばらくおまちください」の環境画面が表示されることもあった。当番組終了後の2001年10月に1度だけ『スーパースペシャル2001』でこのコーナーの2時間拡大版が放送され、浅草キッドはこのクイズを機に日本テレビから2年間出入り禁止になったというネタを引っさげて「復帰」した。
また、番組スタッフが解答者となって出題されたこともあり、この時は通常の2倍の摺りガラスで隠された。解答が被った場合にそのスタッフが特定されないよう、スタッフが担当している番組にひっそりと得点が入ることになっていたが、全員解答がばらばらであった。
人間すごろく
1996年秋から1997年秋まで実施された。司会は紳助と久本。なお、岡村は全編にわたって出場している。サイコロを振り、止まったマスの指示に従う。指示は「魚介類を背中に入れる」「網タイツを被る」「爆竹100本付き帽子を被る」「子供にくすぐられる」「ある人（松村邦洋・蛭子能収・柴田理恵）とラップ越しにキスをする」等があり、成功すると更に進行することが出来る。その際、進行した先のマスの指示は受けない。また、失敗すると戻るという指示があるマスも存在する。
腕ずもう早押しクイズ!!
1996秋と1997春に実施された。司会は1996秋ではウッチャンナンチャン・鶴瓶・永井、1997春ではナインティナイン・鶴瓶・永井。1996年秋はチームの代表者同士の対戦、1997年秋は代表者を1問ごと交代しての2チームによる対決であり、腕ずもうをし勝った方が答える。難しいクイズの場合はわざと負けて相手に答えさせることもできる。クイズを間違えた場合は相手チームの勝利。クイズ出題ナレーションは松永。
クイズ!冠婚葬祭!!
1996年春と1996年秋のみ実施された。司会は1996春では草野仁・みのもんた・笛吹雅子、1996秋では草野と楠田。冠婚葬祭にまつわるクイズを勝ち抜け方式で行われた。解答者は全員畳に正座して行い、正解すればその場から去る。1抜けから4抜けまでは30萬→20萬→10萬→5萬が加算され、最後まで残った解答者がいたチームは、春は100萬、秋は50萬減額される。
芸能人秘密のイエスを探せ!
末期の1998年秋から1999年秋まで実施された。司会は最初の2回は矢部浩之で、1999年秋のみ紳助と楠田枝里子が担当した。ある質問にイエスを挙げるパネラーを的中するクイズで、予想したパネラーが「イエス」を挙げればそのチームメイトがいるチームに10萬が加算される。初回は予想屋の岡村隆史がイエスを挙げるパネラーの予想を参考にして解答したが、2回目は岡村が全問を通して解答者として参加した。
このクイズの前身として1998年春に行われた「バイ倍ゲームNO!でアウト」があり、予想を当てると得点が16萬、32萬、64萬…とダブルアップしていき、外すと無得点というルールだった。この時の司会は久本とKinKi Kids。
問題は「二十歳までにファーストキスをした」「株に手を出し失敗した」「私はオナラをした事がない」「お見合いをした事がある」「ハワイに行った事が無い」「昨夜愛する人と熱い口づけをした」など。
顔面!にらめっこバトル
1997年春から1997年秋まで実施された。司会は1997年春の回は今田と東野で、1997年秋の回は所と楠田が担当した。代表者の顔をチームメイトがメイクし、相手チームの代表者が牛乳を吐き出したらそのチームが勝ちとなり、そのチームの代表者とチームメイトがいるチームに20萬が加算される。
今夜だけOK!カンニングクイズ
1998年春に1回だけ実施された。司会は今田と東野。ある問題に対して解答するのだが、仕切りの壁には穴が2つ開いており、解答者は隣の解答者が書いた解答を覗き見ることが出来る上に、隣の解答者と同じ解答をカンニングして書き、隣の解答者の答えが正解だった場合、同じ解答を書いた解答者も正解となる。隣の相手への妨害もOKである。
クイズ!落ちたら負けよ!
司会は1997年春では古舘とマルシア、1997年秋では福澤、1998年春・秋は古舘と満里奈、1999年春は今田・東野・福澤、1999年秋は光一・福澤・所。
クイズサビからヒッパレ
1994年秋から実施。司会は三宅裕司とグッチ裕三（1995年春まで）→中山秀征（1995年秋以降）だが、1995年秋・1997年春では中山と安室奈美恵。1995年春までは、イントロクイズの要領でサビの一部分を流し、その曲名を当てる。1995年秋以降は、イントロで流れる音楽を早く押したチームからサビの部分を歌う。途中で歌詞を間違えたり、歌わなかったりするとアウトになり次のチームに交代する。

## 出場番組（1990年春〜1999年秋）
1990年
| チーム                                 | 出場者                 |
| -------------------------------------- | ---------------------- |
| 八百八町夢日記                         | 里見浩太朗、風間杜夫   |
| ダウンタウンのガキの使いやあらへんで!! | ダウンタウン           |
| 所さんのまっかなテレビ                 | 所ジョージ、清水ミチコ |
| 面白スタジアム                         | 江川卓、コロッケ       |
| 外科医有森冴子                         | 三田佳子、髙嶋政宏     |
| 夜も一生けんめい。                     | グッチ裕三、モト冬樹   |
| 天才・たけしの元気が出るテレビ!!       | 高田純次、木内みどり   |
| NNNニュースプラス1                     | 徳光和夫、木村優子     |
| SHOW by ショーバイ!!                   | 山城新伍、玉村豊男     |
| クイズ世界は                           | 野沢直子、中畑清       |

| チーム                                 | 出場者                     |
| -------------------------------------- | -------------------------- |
| 長七郎江戸日記                         | 里見浩太朗、東ちづる       |
| ダウンタウンのガキの使いやあらへんで!! | ダウンタウン               |
| どちら様も!!笑ってヨロシク             | 加賀まりこ、相原勇         |
| 面白スタジアム                         | 江川卓、コロッケ           |
| 刑事貴族                               | 郷ひろみ、高樹沙耶         |
| 天才・たけしの元気が出るテレビ!!       | 高田純次、木内みどり       |
| 知ってるつもり?!                       | 加山雄三、高木希世子       |
| EXテレビ                               | 三宅裕司、南美希子         |
| SHOW by ショーバイ!!                   | 山城新伍、中畑清           |
| クイズ世界は                           | ジャイアント馬場、野沢直子 |

1991年
| チーム（優勝チームは太字）                       | 出場者                 |
| ------------------------------------------------ | ---------------------- |
| 検事・若浦葉子                                   | 賀来千香子、鶴見辰吾   |
| ダウンタウンのガキの使いやあらへんで!!           | ダウンタウン           |
| どちら様も!!笑ってヨロシク                       | 所ジョージ、笑福亭鶴瓶 |
| 夜も一生けんめい。＆面白スタジアム（合体チーム） | 江川卓、杉本彩         |
| 刑事貴族2                                        | 水谷豊、高樹沙耶       |
| マジカル頭脳パワー!!                             | 俵孝太郎、木村優子     |
| EXテレビ                                         | 三宅裕司、南美希子     |
| 天才・たけしの元気が出るテレビ!!                 | 高田純次、兵藤ゆき     |
| 知ってるつもり?!                                 | 関口宏 、高木希世子    |
| クイズ世界はSHOW by ショーバイ!!                 | 山城新伍、野沢直子     |

| チーム                                 | 出場者                         |
| -------------------------------------- | ------------------------------ |
| 八百八町夢日記                         | 里見浩太朗、中田喜子           |
| ダウンタウンのガキの使いやあらへんで!! | ダウンタウン                   |
| どちら様も!!笑ってヨロシク             | 加賀まりこ、笑福亭鶴瓶         |
| スポーツも一生けんめい。               | 川合俊一、杉本彩               |
| 世界まる見え!テレビ特捜部              | 楠田枝里子、ケント・デリカット |
| マジカル頭脳パワー!!                   | 千堂あきほ、ラサール石井       |
| 結婚しないかもしれない症候群           | 宅麻伸、東ちづる、麻生祐未     |
| 午後は○○おもいッきりテレビ             | みのもんた、高橋佳代子         |
| 天才・たけしの元気が出るテレビ!!       | 高田純次、兵藤ゆき、島崎俊郎   |
| 知ってるつもり?!                       | 堺正章、早見優、加山雄三       |
| THEラスベガス                          | そのまんま東、松本明子         |
| クイズ世界はSHOW by ショーバイ!!       | 山城新伍、ジャイアント馬場     |

1992年
| チーム                             | 出場者                                         |
| ---------------------------------- | ---------------------------------------------- |
| 八百八町夢日記                     | 里見浩太朗、中田喜子                           |
| EXテレビ                           | 三宅裕司、南美希子                             |
| どちら様も!!笑ってヨロシク         | 加賀まりこ、笑福亭鶴瓶                         |
| スポーツ＆ニュース                 | 川合俊一、櫻井よしこ、桜田順子                 |
| 世界まる見え!テレビ特捜部          | 楠田枝里子、ケント・デリカット、林家こぶ平     |
| マジカル頭脳パワー!!               | 千堂あきほ、俵孝太郎                           |
| スーパージョッキー❘スーパーJOCKEY  | ガダルカナル・タカ、つまみ枝豆、蓮舫、松本伊代 |
| 午後は○○おもいッきりテレビ         | みのもんた、高橋佳代子                         |
| 天才・たけしの元気が出るテレビ!!   | 高田純次、兵藤ゆき                             |
| （日本テレビが）お世話になってます | 間寛平、和田アキ子、峰竜太、大屋政子           |
| THEラスベガス                      | ジミー大西、松本明子、桂三枝、田代まさし       |
| クイズ世界はSHOW by ショーバイ!!   | 山城新伍、ジャイアント馬場                     |

VTR出演者　ダチョウ倶楽部、吉本新喜劇座員、チャンバラトリオ
| チーム                           | 出場者                                       |
| -------------------------------- | -------------------------------------------- |
| どちら様も!!笑ってヨロシク       | 笑福亭鶴瓶、加賀まりこ                       |
| いとこ同志                       | 高嶋政伸、山口智子                           |
| クイズ どんなMONだい?!           | 島田紳助、中田喜子、高木希世子               |
| 大相似形テレビ                   | 堺正章、楠田枝里子、トニータナカ、塩田丸男   |
| 世界まる見え!テレビ特捜部        | 楠田枝里子、中山秀征、ラサール石井           |
| 午後は○○おもいッきりテレビ       | みのもんた、高橋佳代子                       |
| クイズ世界はSHOW by ショーバイ!! | 山城新伍、ジャイアント馬場、川合俊一         |
| 天才・たけしの元気が出るテレビ!! | 高田純次、兵藤ゆき、峰竜太                   |
| 外科医有森冴子II                 | 三田佳子、高嶋政宏、越智静香                 |
| 夜も一生けんめい。               | 美川憲一、グッチ裕三、モト冬樹               |
| あしたP-KAN気分                  | 生島ヒロシ、そのまんま東、井森美幸           |
| マジカル頭脳パワー!!             | 俵孝太郎、間寛平、千堂あきほ                 |
| 知ってるつもり?!                 | 関口宏、加山雄三、大空眞弓、城戸真亜子       |
| スーパーJOCKEY                   | ガダルカナル・タカ、ラッシャー板前、飯島直子 |
| 進め!電波少年                    | 松村邦洋、松本明子、薮本雅子                 |

1993年
| チーム（優勝チームは太字）         | 出場者                                   |
| ---------------------------------- | ---------------------------------------- |
| どちら様も!!笑ってヨロシク         | 高田文夫、ちはる、中島啓江、志茂田景樹   |
| EXテレビ                           | 三宅裕司、上岡龍太郎、南美希子、ルー大柴 |
| クイズ どんなMONだい?!             | 中田喜子、渡辺正行、高木希世子           |
| 日曜はダメよ                       | 田中美佐子、唐沢寿明、中野英雄           |
| 世界まる見え!テレビ特捜部          | 林家こぶ平、田中義剛、岡本夏生           |
| 午後は○○おもいッきりテレビ         | みのもんた、高橋佳代子                   |
| クイズ世界はSHOW by ショーバイ!!   | 山城新伍、川合俊一                       |
| 天才・たけしの元気が出るテレビ!!   | 高田純次、兵藤ゆき                       |
| 嘘つきは夫婦のはじまり             | 吉田栄作、鈴木杏樹、南果歩、岸部シロー   |
| 夜も一生けんめい。                 | モト冬樹、設楽りさ子                     |
| あしたP-KAN気分                    | 生島ヒロシ、中山秀征、井森美幸           |
| マジカル頭脳パワー!!               | 永井美奈子、千堂あきほ、俵孝太郎、間寛平 |
| ビートたけしのお笑いウルトラクイズ | ダチョウ倶楽部、ジミー大西 、宅八郎      |
| スーパーJOCKEY                     | ガダルカナル・タカ、ダンカン、薮本雅子   |
| 進め!電波少年                      | 松村邦洋、松本明子                       |

VTR出演者 長嶋茂雄、楠田枝里子、笑福亭鶴瓶、桑野信義、小松政夫、渡嘉敷勝男
コーナー出演者 辰吉丈一郎、徳光和夫
| チーム                                     | 出場者                                                   |
| ------------------------------------------ | -------------------------------------------------------- |
| 世界まる見え!テレビ特捜部                  | 楠田枝里子、ケント・デリカット、田中義剛、関根勤         |
| 闇を斬る!大江戸犯科帳                      | 里見浩太朗、西郷輝彦、田中好子                           |
| ビートたけしのお笑いウルトラクイズ         | ダチョウ倶楽部、志茂田景樹、宅八郎                       |
| 午後は○○おもいッきりテレビ                 | みのもんた、内海好江                                     |
| UNNAN世界征服宣言                          | ウッチャンナンチャン、松崎しげる、大神いずみ             |
| 天才・たけしの元気が出るテレビ!!           | 高田純次、峰竜太                                         |
| 同窓会                                     | 荻野目慶子、別所哲也、西村和彦                           |
| どちら様も!!笑ってヨロシク                 | 加賀まりこ、高田文夫                                     |
| 夜も一生けんめい。                         | 美川憲一、グッチ裕三、梨花                               |
| スポーツキャスター                         | 掛布雅之、関谷亜矢子、豊田順子、川合俊一、江川卓、福澤朗 |
| クイズ世界はSHOW by ショーバイ!!           | 山城新伍、山瀬まみ、蛭子能収                             |
| EXテレビ                                   | 三宅裕司、舛添要一、大島智子、南美希子                   |
| 大人のキス                                 | 柴田恭兵、石田純一、風吹ジュン、黒田福美、深津絵里       |
| スーパーJOCKEY                             | ガダルカナル・タカ、ダンカン、飯島直子、細川ふみえ       |
| クイズ どんなMONだい?!                     | 朝丘雪路、羽野晶紀、佐竹雅昭                             |
| あしたP-KAN気分                            | 生島ヒロシ、井森美幸                                     |
| マジカル頭脳パワー!!                       | 千堂あきほ、俵孝太郎、間寛平                             |
| 進め!電波少年＆モグモグGOMBO（合体チーム） | 松村邦洋、松本明子、林家こぶ平、ヒロミ                   |

VTR出演者　とんねるず、逸見政孝、ダウンタウン、渡辺裕之、マイケル富岡
コーナー出演者 安達祐実
1994年
| チーム（優勝チームは太字）                                 | 出場者                                                       |
| ---------------------------------------------------------- | ------------------------------------------------------------ |
| 世界まる見え!テレビ特捜部                                  | 楠田枝里子、田中義剛                                         |
| 出逢った頃の君でいて                                       | 陣内孝則、酒井法子、風間トオル、加賀まりこ                   |
| ビートたけしのお笑いウルトラクイズ                         | ダチョウ倶楽部、ナインティナイン                             |
| TVおじゃマンボウ                                           | 中山秀征、麻木久仁子                                         |
| UNNAN世界征服宣言＆投稿!特ホウ王国（合体チーム）           | 笑福亭鶴瓶、河野景子、ウッチャンナンチャン、大神いずみ       |
| 天才・たけしの元気が出るテレビ!!                           | 高田純次、峰竜太                                             |
| 三軒目の誘惑                                               | 西村和彦、大路恵美、十朱幸代                                 |
| どちら様も!!笑ってヨロシク                                 | 笑福亭鶴瓶、加賀まりこ、江川卓                               |
| 夜もヒッパレ一生けんめい。                                 | 三宅裕司、赤坂泰彦、グッチ裕三、モト冬樹、マルシア、徳光和夫 |
| 独占!!スポーツ情報&どんまい!!スポーツ&ワイド（合体チーム） | 山本浩二、関谷亜矢子、高田繁、鈴木健、松本志のぶ、川合俊一   |
| クイズ世界はSHOW by ショーバイ!!                           | 山城新伍、蛭子能収、ジャイアント馬場、清水圭                 |
| モグモグGOMBO                                              | 林家こぶ平、ヒロミ                                           |
| 家なき子                                                   | 安達祐実、保阪尚輝、水野真紀                                 |
| スーパーJOCKEY                                             | ガダルカナル・タカ、ダンカン、飯島直子、細川ふみえ           |
| スーパーSPECIAL'94                                         | 島田紳助、井森美幸、大橋巨泉、永井美奈子                     |
| 江戸の用心棒                                               | 高橋英樹、八千草薫、高樹沙耶、黒田福美                       |
| マジカル頭脳パワー!!                                       | 俵孝太郎、千堂あきほ、間寛平                                 |
| 進め!電波少年                                              | 松村邦洋、松本明子                                           |

VTR出演者　勝俣州和、とんねるず、織田無道、五月みどり、仲本工事、そのまんま東
| チーム                                                                      | 出場者（司会者を含む）                                             |
| --------------------------------------------------------------------------- | ------------------------------------------------------------------ |
| 世界まる見え!テレビ特捜部                                                   | 所ジョージ、楠田枝里子、田中義剛、岡本夏生、マイケル富岡           |
| おれはO型・牡羊座                                                           | 武田鉄矢、大塚寧々、木村一八、いしいすぐる、寺脇康文、下川辰平     |
| 嗚呼!バラ色の珍生!!                                                         | 高木美保、ジミー大西、篠原涼子、島田紳助                           |
| TVおじゃマンボウ&TVおじゃマンモス（合体チーム）                             | 中山秀征、麻木久仁子、ヒロミ、森脇健児、薮本雅子、藤井恒久         |
| UNNAN世界征服宣言＆投稿!特ホウ王国（合体チーム）                            | 笑福亭鶴瓶、河野景子、ウッチャンナンチャン、大神いずみ、キャイ〜ン |
| 天才・たけしの元気が出るテレビ!!                                            | 高田純次、島崎俊郎、村上遙                                         |
| 夜に抱かれて                                                                | 高嶋政宏、東山紀之、岩下志麻                                       |
| どちら様も!!笑ってヨロシク                                                  | 所ジョージ、笑福亭鶴瓶、加賀まりこ、江川卓、松本伊代               |
| 夜もヒッパレ一生けんめい。                                                  | 三宅裕司、赤坂泰彦、グッチ裕三、モト冬樹、マルシア、徳光和夫       |
| 独占!!スポーツ情報&どんまい!!スポーツ&ワイド&スポーツうるぐす（合体チーム） | 関谷亜矢子、鈴木健、松本志のぶ、池谷公二郎、川合俊一               |
| 新装開店!SHOW by ショーバイ!!                                               | 福澤朗、渡辺正行、山城新伍、清水圭、久本雅美                       |
| モグモグGOMBO                                                               | 林家こぶ平、ヒロミ                                                 |
| 男はいらない                                                                | 松雪泰子、泉ピン子、赤木春恵、西郷輝彦、湯江健幸                   |
| スーパーJOCKEY                                                              | ガダルカナル・タカ、ダンカン、蛭子能収、ダチョウ倶楽部、細川ふみえ |
| 静かなるドン                                                                | 中山秀征、石田ゆり子、石倉三郎                                     |
| 江戸の用心棒                                                                | 高橋英樹、岩井由紀子、船越栄一郎                                   |
| マジカル頭脳パワー!!                                                        | 板東英二、永井美奈子、所ジョージ、千堂あきほ、間寛平               |
| 進め!電波少年                                                               | 松村邦洋、松本明子                                                 |

コーナー出演者　加藤茶、舛添要一
1995年
| チーム（優勝チームは太字）                                            | 出場者（司会者を含む）                                                 |
| --------------------------------------------------------------------- | ---------------------------------------------------------------------- |
| 世界まる見え!テレビ特捜部                                             | 所ジョージ、岡本夏生、渡辺満里奈、田中義剛                             |
| 家なき子2                                                             | 安達祐実、堂本光一                                                     |
| 嗚呼!バラ色の珍生!!                                                   | 島田紳助、山口美江、篠原涼子、徳光和夫                                 |
| TVおじゃマンボウ&TVおじゃマンモス（合体チーム）                       | 中山秀征、麻木久仁子、ヒロミ、森脇健児、藤井恒久、池谷幸雄、角田久美子 |
| 投稿!特ホウ王国&ウッチャンウリウリ!ナンチャンナリナリ!!（合体チーム） | 笑福亭鶴瓶、河野景子、ウッチャンナンチャン、大神いずみ                 |
| 天才・たけしの元気が出るテレビ!!                                      | 高田純次、兵藤ゆき、峰竜太、島崎俊郎                                   |
| 禁じられた遊び                                                        | かたせ梨乃、常盤貴子、奥菜恵                                           |
| どちら様も!!笑ってヨロシク                                            | 所ジョージ、笑福亭鶴瓶、加賀まりこ、江川卓、早坂好恵                   |
| THE夜もヒッパレ                                                       | 中山秀征、三宅裕司、赤坂泰彦、グッチ裕三、安室奈美恵                   |
| 独占!!スポーツ情報&劇空間プロ野球（合体チーム）                       | 松本志のぶ、川合俊一、高田繁、山本浩二                                 |
| 新装開店!SHOW by ショーバイ!!                                         | 福澤朗、渡辺正行、久本雅美、山城新伍、井森美幸、ジャイアント馬場       |
| 午後は○○おもいッきりテレビ                                            | みのもんた、高橋佳代子、久能靖                                         |
| 星の金貨                                                              | 酒井法子、竹野内豊、細川直美                                           |
| スーパーJOCKEY                                                        | ガダルカナル・タカ、飯島直子、蛭子能収、井手らっきょ、細川ふみえ       |
| 時代劇スペシャル                                                      | 高橋英樹、船越英一郎                                                   |
| ビートたけしのお笑いウルトラクイズ                                    | ダチョウ倶楽部、ジミー大西、渡嘉敷勝男                                 |
| マジカル頭脳パワー!!                                                  | 板東英二、永井美奈子、所ジョージ、千堂あきほ、間寛平、加藤紀子         |
| 進め!電波少年&モグモグGOMBO（合体チーム）                             | 松村邦洋、松本明子、林家こぶ平、ヒロミ                                 |

コーナー出演者 ビートたけし、織田無道
| チーム                                                                | 出場者（司会者を含む）                                                                       |
| --------------------------------------------------------------------- | -------------------------------------------------------------------------------------------- |
| 世界まる見え!テレビ特捜部                                             | 所ジョージ、楠田枝里子、ビートたけし、ラサール石井、ケント・デリカット、川島なお美、田中義剛 |
| ベストフレンド                                                        | 松雪泰子、深津絵里、松岡昌宏                                                                 |
| 嗚呼!バラ色の珍生!!                                                   | 島田紳助、山口美江、篠原涼子、風見しんご、徳光和夫                                           |
| TVおじゃマンボウ&TVおじゃマンモス（合体チーム）                       | 中山秀征、麻木久仁子、森脇健児、藤井恒久、角田久美子                                         |
| 投稿!特ホウ王国&ウッチャンウリウリ!ナンチャンナリナリ!!（合体チーム） | ウッチャンナンチャン、リサ・ステッグマイヤー、後藤俊哉、よゐこ、国生さゆり                   |
| 超天才・たけしの元気が出るテレビ!!                                    | 高田純次、島崎俊郎                                                                           |
| たたかうお嫁さま                                                      | 松本明子、野村真美、宝生舞、保阪尚輝                                                         |
| どちら様も!!笑ってヨロシク                                            | 所ジョージ、笑福亭鶴瓶、加賀まりこ、江川卓、大東めぐみ                                       |
| THE夜もヒッパレ                                                       | 中山秀征、赤坂泰彦、グッチ裕三、モト冬樹、マルシア、安室奈美恵                               |
| 独占!!スポーツ情報&劇空間プロ野球（合体チーム）                       | 松本志のぶ、川合俊一、池谷公二郎、高田繁                                                     |
| 新装開店!SHOW by ショーバイ2                                          | 福澤朗、渡辺正行、山城新伍、井森美幸、清水圭                                                 |
| ぐるぐるナインティナイン                                              | ナインティナイン、織田無道                                                                   |
| ザ・シェフ                                                            | 東山紀之、国分太一、桑野信義、井出薫                                                         |
| スーパーJOCKEY                                                        | ビートたけし、ガダルカナル・タカ、蛭子能収、井手らっきょ、大神いずみ、辺見えみり             |
| 江戸の用心棒II                                                        | 高橋英樹、船越栄一郎、河合奈保子、本田みずほ、星由里子                                       |
| ビートたけしのお笑いウルトラクイズ                                    | ビートたけし、ダチョウ倶楽部、出川哲朗、キャイ～ン                                           |
| マジカル頭脳パワー!!                                                  | 板東英二、永井美奈子、所ジョージ、千堂あきほ、加藤紀子、北野大                               |
| 進め!電波少年&モグモグGOMBO（合体チーム）                             | 松村邦洋、松本明子、林家こぶ平、ヒロミ                                                       |

VTR出演者 室井滋
1996年
| チーム（優勝チームは太字）                                                 | 出場者（司会者を含む）                                                                 |
| -------------------------------------------------------------------------- | -------------------------------------------------------------------------------------- |
| 投稿!特ホウ王国                                                            | 笑福亭鶴瓶、リサ・ステッグマイヤー、ウッチャンナンチャン、林マヤ、あべ静江、風見しんご |
| 透明人間                                                                   | 香取慎吾、石田純一、山崎一、有賀さつき                                                 |
| それ行けKinKi大冒険                                                        | KinKi Kids                                                                             |
| 竜馬におまかせ!                                                            | 北原雅樹、反町隆史、別所哲也                                                           |
| THE夜もヒッパレ                                                            | 三宅裕司、中山秀征、赤坂泰彦、グッチ裕三、モト冬樹、マルシア、安室奈美恵               |
| ウリナリ!!                                                                 | ウッチャンナンチャン、キャイ〜ン、よゐこ、千秋、高山理衣                               |
| 鉄腕!DASH!!                                                                | TOKIO                                                                                  |
| ぐるぐるナインティナイン                                                   | ナインティナイン                                                                       |
| 嗚呼!バラ色の珍生!!                                                        | 島田紳助、風見しんご、飯島愛、加納典明、徳光和夫                                       |
| 午後は○○おもいッきりテレビ&ザ・ワイド&ルックルックこんにちは（合体チーム） | みのもんた、高橋佳代子、岸部四郎、笛吹雅子、桂米助、草野仁                             |
| どちら様も!!笑ってヨロシク                                                 | 所ジョージ、加賀まりこ、江川卓、笑福亭鶴瓶                                             |
| マジカル頭脳パワー!!                                                       | 板東英二、永井美奈子、所ジョージ、加藤紀子、北野大、清水圭、間寛平                     |
| スーパーJOCKEY                                                             | ビートたけし、ガダルカナル・タカ、ダンカン、大神いずみ、辺見えみり、飯島直子           |
| 新装開店!SHOW by ショーバイ2                                               | 福澤朗、渡辺正行、久本雅美、井森美幸、清水圭                                           |
| 世界まる見え!テレビ特捜部                                                  | 所ジョージ、楠田枝里子、ビートたけし、林家こぶ平、そのまんま東、渡辺満里奈             |
| 笑点                                                                       | 三遊亭楽太郎、林家こん平、三遊亭好楽                                                   |
| 独占!!スポーツ情報&劇空間プロ野球（合体チーム）                            | 松本志のぶ、川合俊一、山本浩二、中畑清                                                 |
| TVおじゃマンボウ&TVおじゃマンモス（合体チーム）                            | 麻木久仁子、藤井恒久、角田久美子、ヒロミ、池谷幸雄、バカルディ                         |
| 超天才・たけしの元気が出るテレビ!!                                         | ビートたけし、高田純次、島崎俊郎、佐竹雅昭                                             |
| ビートたけしのお笑いウルトラクイズ&進め!電波少年（合体チーム）             | ビートたけし、松村邦洋、松本明子、ダチョウ倶楽部、出川哲朗、林家ペー、林家パー子       |

| チーム                                                          | 出場者（司会者を含む）                                                                             |
| --------------------------------------------------------------- | -------------------------------------------------------------------------------------------------- |
| それ行けKinKi大放送                                             | KinKi Kids                                                                                         |
| THE 夜もヒッパレ!!                                              | 三宅裕司、中山秀征、モト冬樹、マルシア、赤坂泰彦、グッチ裕三、MAX                                  |
| ぐるぐるナインティナイン                                        | ナインティナイン                                                                                   |
| 世界まる見えテレビ特捜部                                        | 所ジョージ、楠田枝里子、ビートたけし、そのまんま東、林家こぶ平、ラサール石井、渡辺満里奈、斉藤由貴 |
| 聖龍伝説                                                        | 安達祐実、榎本加奈子                                                                               |
| 鉄腕!DASH!!                                                     | TOKIO、研ナオコ                                                                                    |
| 嗚呼!バラ色の珍生                                               | 島田紳助、大河内奈々子、加納典明、飯島愛、風見しんご、徳光和夫                                     |
| スーパーJOCKEY                                                  | ビートたけし、ガダルカナル・タカ、ダンカン、蛭子能収、佐藤藍子、ダチョウ倶楽部、大神いずみ         |
| 続・星の金貨                                                    | 酒井法子、竹野内豊、大沢たかお、宝生舞、戸田菜穂                                                   |
| メレンゲの気持ち                                                | 久本雅美、高木美保、菅野美穂                                                                       |
| 進め!電波少年                                                   | 松村邦洋、松本明子                                                                                 |
| 投稿!特ホウ王国・ウッチャンナンチャンのウリナリ!!（合体チーム） | 笑福亭鶴瓶、リサ・ステッグマイヤー、ウッチャンナンチャン、千秋、K2                                 |
| さむらい探偵事件簿                                              | 高橋英樹、萬田久子                                                                                 |
| 1億人の大質問!?笑ってコラえて!・特命リサーチ200X（合体チーム）  | 所ジョージ、山岡三子、研ナオコ、関口知宏、中野英雄                                                 |
| ナチュラル 愛のゆくえ                                           | 柳葉敏郎、石田ひかり、伊原剛志                                                                     |
| マジカル頭脳パワー!!                                            | 板東英二、永井美奈子、所ジョージ、加藤紀子、北野大、麻木久仁子、間寛平                             |
| 幸せの☆一番星                                                   | 草野仁、田代まさし、大桃美代子、神田うの                                                           |
| 独占!!スポーツ情報&劇空間プロ野球（合体チーム）                 | 川合俊一、江川卓、中畑清、山本浩二、松本志のぶ、町亞聖                                             |

コーナー出演者 明石家さんま、村上ショージ、松尾伴内、藤井恒久
1997年
| チーム（優勝チームは太字）                                | 出場者（司会者を含む）                                                                               |
| --------------------------------------------------------- | --- |
| ガラスの靴                                                | 加藤紀子、佐野史郎、田中律子、保阪尚輝                                                               |
| おしゃれカンケイ                                          | 古舘伊知郎、野々村真、瀬川瑛子、マルシア、斎藤陽子、神田うの、西村知美                               |
| 嗚呼!バラ色の珍生                                         | 島田紳助、新山千春、加藤茶、飯島愛、風見しんご、徳光和夫                                             |
| マジカル頭脳パワー!!                                      | 板東英二、永井美奈子、今田耕司、加藤紀子、北野大、間寛平                                             |
| スーパーJOCKEY・進め!電波少年（合体チーム）               | ビートたけし、松村邦洋、ダンカン、蛭子能収、ダチョウ倶楽部、猿岩石、辺見えみり、大神いずみ、佐藤藍子 |
| それ行けKinKi大放送                                       | KinKi Kids                                                                                           |
| せいぎのみかた                                            | 国分太一、水野真紀、京野ことみ                                                                       |
| 鉄腕!DASH!!                                               | TOKIO（せいぎのみかたと同時参加している国分も含む）                                                  |
| 特命リサーチ200X                                          | 佐野史郎、高島礼子、関口知宏、中野英雄                                                               |
| アムロ今田きっとNo.1・快傑!コウジ園（合体チーム）         | 安室奈美恵、今田耕司、東野幸治、MAX、藤井恒久                                                        |
| ぐるぐるナインティナイン                                  | ナインティナイン                                                                                     |
| 世界まる見え!テレビ特捜部・投稿!特ホウ王国2（合体チーム） | 所ジョージ、楠田枝里子、ビートたけし、笑福亭鶴瓶、リサ・ステッグマイヤー、そのまんま東、渡辺満里奈   |
| 笑点                                                      | 林家こん平、三遊亭好楽、三遊亭小遊三                                                                 |
| FiVE                                                      | ともさかりえ、鈴木紗理奈、遠藤久美子、知念里奈、篠原ともえ                                           |
| スポーツキャスター                                        | 江川卓、川合俊一、松本志のぶ、関谷亜矢子、山本浩二                                                   |
| THE 夜もヒッパレ・速報!歌の大辞テン!!（合体チーム）       | 三宅裕司、中山秀征、徳光和夫、飯島直子、モト冬樹、グッチ裕三、赤坂泰彦、MAX、工藤静香                |
| メレンゲの気持ち                                          | 久本雅美、高木美保、菅野美穂、鶴久政治、石塚英彦                                                     |
| 1億人の大質問!?笑ってコラえて!                            | 所ジョージ、山岡三子、研ナオコ、藤村俊二、キャイ〜ン、安岡力也                                       |

| チーム                                                          | 出場者（司会者を含む）                                                                  |
| --------------------------------------------------------------- | --------------------------------------------------------------------------------------- |
| THE 夜もヒッパレ・速報!歌の大辞テン!!（合体チーム）             | 中山秀征、徳光和夫、グッチ裕三、赤坂泰彦、SPEED                                         |
| ぼくらの勇気・それ行けkinki大放送（合体チーム）                 | kinki kids、宝生舞                                                                      |
| 伊東家の食卓                                                    | 伊東四朗、五月みどり、三宅健、布施博、RIKACO、山口美沙、松永二三男                      |
| 恋の片道切符                                                    | 江角マキコ、高島礼子、辺見えみり、藤崎奈々子                                            |
| 特命リサーチ200X・1億人の大質問!?笑ってコラえて! （合体チーム） | 佐野史郎、所ジョージ、山岡三子、研ナオコ、福澤朗、安岡力也                              |
| 鉄腕!DASH!!                                                     | TOKIO                                                                                   |
| だんトツ!!平成キング・スポーツキャスター（合体チーム）          | ヒロミ、江川卓、中畑清、佐藤藍子、山本浩二、関谷亜矢子                                  |
| 鳴呼!バラ色の珍生                                               | 島田紳助、加藤茶、風見しんご、飯島愛、新山千春、徳光和夫                                |
| ウッチャンナンチャンのウリナリ!!                                | ウッチャンナンチャン、K2、千秋、よゐこ、キャイ～ン                                      |
| ぐるぐるナインティナイン                                        | ナインティナイン                                                                        |
| 心療内科医・涼子                                                | 萬田久子、室井滋、関口知宏、河相我聞                                                    |
| メレンゲの気持ち                                                | 久本雅美、高木美保、菅野美穂、猿岩石、野々村真                                          |
| マジカル頭脳パワー!!                                            | 板東英二、永井美奈子、今田耕司、加藤紀子、北野大、高橋英樹、間寛平                      |
| 快傑!コウジ園                                                   | 今田耕司、東野幸治、出川哲朗                                                            |
| 笑点                                                            | 林家こん平、三遊亭好楽、三遊亭小遊三、三遊亭楽太郎、山田隆夫                            |
| スーパーJOCKEY・進め!電波少年（合体チーム）                     | 松村邦洋、松本明子、ガダルカナル・タカ、ダチョウ倶楽部、ダンカン、山田まりや、          |
| 世界まる見え!テレビ特捜部                                       | 所ジョージ、楠田枝里子、そのまんま東、柴田理恵、大石恵、遠藤久美子、林家こぶ平          |
| 超豪華!史上最強!ものまねバトル大賞                              | 田代まさし、あべ静江、三田村邦彦、岩本恭生、コロッケ、シェイプUPガールズ、ノブ&フッキー |

1998年
| チーム（優勝チームは太字）                             | 出場者（司会者を含む）                                                                                 |
| ------------------------------------------------------ | --- |
| Gyu!と抱きしめたい!                                    | kinki kids、櫻井翔、穴沢真啓、生田斗真                                                                 |
| 愛、ときどき嘘                                         | 松雪泰子、萩原聖人、阿部寛、井上晴美、伊藤英明、東ちづる                                               |
| くれなゐ                                               | 川島なお美、内藤剛志、酒井美紀、沢村一樹、小柳ルミ子                                                   |
| LOVE&PEACE                                             | 松岡昌宏、佐藤藍子、大仁田厚、生田斗真、鳥羽潤、古尾谷雅人、上原さくら                                 |
| ザ!鉄腕!DASH!!                                         | TOKIO（LOVE&PEACEと同時参加している松岡も含む）、研ナオコ、福澤朗                                      |
| 1億人の大質問!?笑ってコラえて!                         | 所ジョージ、山岡三子、キャイ〜ン、清水圭、藤崎奈々子、大林素子                                         |
| メレンゲの気持ち                                       | 久本雅美、高木美保、菊池麻衣子、鶴久政治、佐藤康恵                                                     |
| 伊東家の食卓                                           | 伊東四朗、五月みどり、布施博、山口美沙、松永二三男                                                     |
| ぐるぐるナインティナイン                               | ナインティナイン、藤井恒久                                                                             |
| おしゃれカンケイ                                       | 古舘伊知郎、野々村真、瀬川瑛子、渡辺満里奈、奥菜恵、東海林のり子                                       |
| THE 夜もヒッパレ・速報!歌の大辞テン!!（合体チーム）    | 徳光和夫、飯島直子、モト冬樹、知念里奈、工藤静香                                                       |
| 世界まる見え!テレビ特捜部・進ぬ!電波少年（合体チーム） | 所ジョージ、楠田枝里子、ビートたけし、松本明子、そのまんま東、濱田マリ、ふかわりょう、ドロンズ         |
| 特命リサーチ200X!                                      | 佐野史郎、高島礼子、中野英雄、伊藤裕子、長井律子、松丘小椰                                             |
| スポーツキャスター                                     | 江川卓、川合俊一、関谷亜矢子、松本志のぶ                                                               |
| 鳴呼!バラ色の珍生!!                                    | 島田紳助、風見しんご、飯島愛、新山千春、徳光和夫                                                       |
| 快傑!コウジ園                                          | 今田耕司、東野幸治、出川哲朗、千秋                                                                     |
| マジカル頭脳パワー!!                                   | 板東英二、永井美奈子、今田耕司、加藤紀子、北野大、猿岩石、中山エミリ、間寛平                           |
| スーパーJOCKEY                                         | ビートたけし、松村邦洋、ガダルカナル・タカ、ダチョウ倶楽部、ダンカン、山田まりや、蛭子能収、辺見えみり |

| チーム（優勝チームは太字）                           | 出場者（司会者を含む）                                         |
| ---------------------------------------------------- | -------------------------------------------------------------- |
| ザ!鉄腕!DASH!!                                       | TOKIO、福澤朗                                                  |
| P.A.                                                 | 榎本加奈子、岩城滉一、萬田久子、原千晶                         |
| Gyu!                                                 | 堂本剛、関根勤、藤崎奈々子                                     |
| ぐるぐるナインティナイン                             | ナインティナイン                                               |
| 奇跡の人                                             | 山崎まさよし、松下由樹、豊原功輔、戸田菜穂                     |
| THE 夜もヒッパレ・速報!歌の大辞テン!!（合体チーム）  | 中山秀征、徳光和夫、中山エミリ、赤坂泰彦、知念里奈、立河宜子   |
| 1億人の大質問!?笑ってコラえて!                       | 所ジョージ、鈴木史朗、研ナオコ                                 |
| 世界まる見え!テレビ特捜部                            | 楠田枝里子、田代まさし、東山紀之                               |
| おしゃれカンケイ                                     | 古舘伊知郎、渡辺満里奈、石塚英彦、鶴久政治、西村知美           |
| 踊る!さんま御殿!!                                    | 朝丘雪路、中尾彬、蛭子能収、出川哲朗                           |
| 世紀末の詩                                           | 松本恵、坂井真紀                                               |
| いろもん                                             | 笑福亭鶴瓶、今田耕司、東野幸治、極楽とんぼ、TIM                |
| 特命リサーチ200X!                                    | 佐野史郎、菅野美穂                                             |
| ウッチャンナンチャンのウリナリ!!                     | 杉本彩、千秋、K2、よゐこ                                       |
| 嗚呼!バラ色の珍生!!・伊東家の食卓（合体チーム）      | 風見しんご、飯島愛、伊東四朗、五月みどり、布施博、山口美沙     |
| ロンブー龍                                           | ロンドンブーツ1号2号                                           |
| マジカル頭脳パワー!!・メレンゲの気持ち（合体チーム） | 板東英二、永井美奈子、加藤紀子、間寛平、久本雅美、Take2        |
| スーパーJOCKEY                                       | ガダルカナル・タカ、ダンカン、松村邦洋、山田まりや、パイレーツ |

1999年
| チーム（優勝チームは太字）                                             | 出場者（司会者を含む）                                                                         |
| ---------------------------------------------------------------------- | ---------------------------------------------------------------------------------------------- |
| Gyu!・つよチャン堂本舗（合体チーム）                                   | kinki kids、極楽とんぼ、関根勤                                                                 |
| ぐるぐるナインティナイン                                               | ナインティナイン、出川哲朗、吉野紗香                                                           |
| 世界まる見え!テレビ特捜部&1億人の大質問!?笑ってコラえて!（合体チーム） | 所ジョージ、楠田枝里子、上原さくら、保阪尚輝、研ナオコ、田代まさし、ガダルカナル・タカ         |
| ロマンス                                                               | 宮沢りえ、雛形あきこ、池内博之                                                                 |
| 伊東家の食卓                                                           | 伊東四朗、五月みどり、布施博、山口美沙                                                         |
| 踊る!さんま御殿!!                                                      | 森口博子、神田うの、コロッケ                                                                   |
| THE夜もヒッパレ&速報!歌の大辞テン（合体チーム）                        | 三宅裕司、徳光和夫、中山エミリ、赤坂泰彦、モト冬樹、西城秀樹                                   |
| ラビリンス                                                             | 内藤剛志、高橋由美子、桜井幸子、渡部篤郎                                                       |
| 嗚呼!バラ色の珍生!!                                                    | 島田紳助、風見しんご、飯島愛                                                                   |
| マジカル頭脳パワー!!&いろもん（合体チーム）                            | 板東英二、永井美奈子、今田耕司、東野幸治、うつみ宮土理、寿美花代、山田花子、間寛平、浅草キッド |
| とりあえずイイ感じ。&恋のチューンネップ（合体チーム）                  | ネプチューン、ユースケ・サンタマリア、安西ひろこ、伊集院光、岡部玲子、大谷みつほ               |
| 蘇える金狼                                                             | 香取慎吾、伊藤高史、本上まなみ                                                                 |
| ザ!鉄腕!DASH!!                                                         | TOKIO、福澤朗                                                                                  |
| 特命リサーチ200X!                                                      | 関口知宏、佐野史郎、高島礼子                                                                   |
| 超K-1宣言!                                                             | 石井和義、角田信朗、アーネスト・ホースト                                                       |
| ロンブー龍                                                             | ロンドンブーツ1号2号、山本小鉄、菅谷大介                                                       |
| 進ぬ!電波少年&雷波少年（合体チーム）                                   | チューヤン、ビビる、ロシナンテ                                                                 |
| メレンゲの気持ち                                                       | 久本雅美、Take2、水野真紀、江守徹、石塚英彦                                                    |
| ウッチャンナンチャンのウリナリ!!                                       | ビビアン・スー、堀部圭亮                                                                       |

| チーム（優勝チームは太字）                       | 出場者（司会者を含む）                                                           |
| ------------------------------------------------ | -------------------------------------------------------------------------------- |
| 世界まる見え!テレビ特捜部                        | 所ジョージ、楠田枝里子、ガダルカナル・タカ、ダンカン                             |
| ピーチな関係                                     | いしだ壱成、山田花子、京野ことみ                                                 |
| 伊東家の食卓                                     | 伊東四朗、布施博、RIKACO、山口美沙、トミーズ雅                                   |
| 1億人の大質問!?笑ってコラえて!                   | 所ジョージ、保坂尚輝、コロッケ                                                   |
| 特命リサーチ200X!&隣人は秘かに笑う（合体チーム） | 中野英雄、吹越満、関口知宏、神田うの                                             |
| マジカル頭脳パワー!!                             | 板東英二、永井美奈子、安達祐実、加藤紀子、安西ひろこ、アジャ・コング、風見しんご |
| 嗚呼!バラ色の珍生!!                              | 島田紳助、久本雅美、風見しんご、原千晶、山口もえ                                 |
| ぐるぐるナインティナイン                         | ナインティナイン、出川哲朗、吉野紗香                                             |
| 号外!!爆笑大問題                                 | 爆笑問題、渡辺正行                                                               |
| いろもん&フジリコ（合体チーム）                  | ココリコ、藤井隆、今田耕司、東野幸治、オセロ、浅草キッド                         |
| GIRLS2                                           | MAX、山川恵里佳、大谷みつほ                                                      |
| サイコメトラーEIJI2                              | 松岡昌宏、工藤静香、後藤理沙                                                     |
| 速報!歌の大辞テン!!                              | 中山エミリ、森口博子、ふかわりょう                                               |
| THE夜もヒッパレ                                  | 梨花、モト冬樹、知念里奈                                                         |
| ザ!鉄腕!DASH!!                                   | TOKIO（サイコメトラーEIJI2と同時参加している松岡も含む）、研ナオコ、福澤朗       |
| 壮絶バトル!花の芸能界                            | デヴィ夫人、梨元勝、デーブ・スペクター、渡部絵美                                 |
| 笑点                                             | 林家こん平、三遊亭楽太郎、三遊亭小遊三、山田隆夫、桂歌丸、マギー司郎、いっこく堂 |
| 進ぬ!電波少年&雷波少年（合体チーム）             | チューヤン                                                                       |

## 現在も放送中の参加番組
- ダウンタウンのガキの使いやあらへんで!!（1990年春 - 1991年秋）[注 35][注 36]
- 世界まる見え!テレビ特捜部（1991年秋 - 1999年秋）[注 37]
- ぐるぐるナインティナイン（1995年秋 - 1999年秋）
- 笑点（1996年春・1997年春・1997年秋・1999年秋）
- 1億人の大質問!?笑ってコラえて!（1996年秋 - 1999年秋）[注 38]
- 踊る!さんま御殿!!（1998年秋 - 1999年秋）[注 39]
- ザ!鉄腕!DASH!!（1996年春 - 1999年秋）

## 優勝チーム
優勝のBGMは1990年春から1995年春までは『SHOW by ショーバイ』のゴールドプレート獲得・スペシャルの優勝・スーパージャックポットクイズのピタリ正解時のBGMが使われたが、1995年秋以降では『マジカル』のトップ頭脳賞またはマジカルミステリーツアー獲得時のBGMを使用している。
- （1990年春）クイズ世界は
- （1990年秋）知ってるつもり?!
- （1991年春）ダウンタウンのガキの使いやあらへんで!!
- （1991年秋）世界まる見え!テレビ特捜部
- （1992年春）（日本テレビが）お世話になってます
- （1992年秋）クイズ世界はSHOW by ショーバイ!!
- （1993年春）ビートたけしのお笑いウルトラクイズ
- （1993年秋）大人のキス（TVドラマ）
- （1994年春）家なき子（TVドラマ）
- （1994年秋）ウンナン世界征服宣言&投稿!特ホウ王国（合体チーム）
- （1995年春）家なき子2（TVドラマ）[注 41]
- （1995年秋）THE夜もヒッパレ
- （1996年春）それ行けKinKi大冒険
- （1996年秋）鉄腕!DASH!!
- （1997年春）それ行けKinKi大放送
- （1997年秋）快傑!コウジ園
- （1998年春）スーパーJOCKEY[注 42]
- （1998年秋）P.A. プライベート・アクトレス（TVドラマ）
- （1999年春）特命リサーチ200X!
- （1999年秋）マジカル頭脳パワー!![注 43]

## 準優勝チーム
準優勝のBGMは『SHOW by ショーバイ』の売り上げNo.1のBGMを使用。
- （1990年春）天才・たけしの元気が出るテレビ!!
- （1990年秋）面白スタジアム
- （1991年秋）午後は○○おもいッきりテレビ
- （1992年春）天才・たけしの元気が出るテレビ!!
- （1992年秋）マジカル頭脳パワー!!
- （1994年春）UNNAN世界征服宣言&投稿!特ホウ王国（合体チーム）

## 優勝チーム予想で的中したチーム
1990年から1994年まで実施。
- （1990年秋）ダウンタウンのガキの使いやあらへんで!!
- （1992年秋）天才・たけしの元気が出るテレビ!!、夜も一生けんめい。
- （1993年春）進め!電波少年、どちら様も!!笑ってヨロシク
- （1993年秋）UNNAN世界征服宣言、同窓会（TVドラマ）、闇を斬る!大江戸犯科帳（TVドラマ）
- （1994年秋）どちら様も!!笑ってヨロシク、マジカル頭脳パワー!!

## スタッフ
- 構成：
  - 1991年春：松井尚、豊村剛、杉江秋典
  - 1991年秋：豊村剛 / 松井尚、杉江秋典、大岩賞介、妹尾匡夫、そーたに、雅孝司、ダンカン、池田一之
  - 1992年春：豊村剛 / 大岩賞介、池田一之、そーたに、都築浩、田中直人
  - 1992年秋：豊村剛 / 大岩賞介、田中直人、池田一之、そーたに、都築浩、妹尾匡夫
  - 1993年春：豊村剛 / 大岩賞介、妹尾匡夫、そーたに、都築浩、田中直人、池田一之、成田はじめ、オズマ
  - 1993年秋：豊村剛 / 妹尾匡夫、大岩賞介、池田一之、成田はじめ、そーたに、田中直人、都築浩、オズマ
  - 1994年春：豊村剛 / 大岩賞介、今村良樹、妹尾匡夫、そーたに、佐々木勝俊、成田はじめ、都築浩、池田一之
  - 1995年秋：豊村剛 / 大岩賞介、安達元一、田中直人、そーたに、おちまさと、都築浩、新田英生、今村良樹、森和盛、長田聖一郎、内海邦一、オズマ
  - 1996年秋：豊村剛 / 大岩賞介、安達元一、そーたに、おちまさと、都築浩、新田英生、今村良樹、森和盛、長田聖一郎、内海邦一、村上卓史、オズマ
  - 1997年春：豊村剛 / 大岩賞介、安達元一、田中直人、そーたに、おちまさと、都築浩、新田英生、今村良樹、森和盛、長田聖一郎、内海邦一、村上卓史、近藤博美、高橋裕臣、清水昭洋、岩瀬公治、オズマ
  - 1997年秋：豊村剛 / 長田聖一郎、鈴木邦一、村上卓史、近藤博美、野口智子、高橋裕臣、中村聡、川井真木子、清水昭洋、下関崇子、オズマ、倉本美津留
- 音楽
  - 1991年春：小田裕一郎
- タイトル
  - 1991年春：井上嗣也
- 調査：
  - 1991年春：稲葉潔
- 取材：
  - 1991年春：CAMEYO（伊東雅司）、HIT（高橋裕臣）、アクティブシネクラブ、T2ファージ
  - 1991年秋：CAMEYO（伊東雅司）
  - 1994年春：アクティス・シネクラブ、CAMEYO
- TP：
  - 1991年春：加田直彦
  - 1991年秋：加田直彦
  - 1994年春：関真久
  - 1995年秋：関真久
  - 1996年秋：田中元一
  - 1997年春：田中元一
  - 1997年秋：田中元一
- TM：
  - 1998年春：
- TD：
  - 1991年春：瀧澤壮治
- SW：
  - 1991年秋：鈴木康介
  - 1994年春：鈴木康介
  - 1995年秋：鈴木康介
  - 1996年秋：鈴木康介
  - 1997年春：鈴木康介
  - 1997年秋：江村多加司
- カメラ：
  - 1991年春：鈴木康介
  - 1991年秋：工藤恂児
  - 1994年春：新開宏
  - 1995年秋：工藤恂児
  - 1996年秋：新開宏
  - 1997年春：新開宏
  - 1997年秋：工藤恂児
- 音声：
  - 1991年春：坂本親保
  - 1991年秋：斎藤勝彦
  - 1994年春：小川洋文
  - 1995年秋：吾妻光良
  - 1996年秋：吾妻光良
  - 1997年春：吾妻光良
  - 1997年秋：古川誠一
- 照明：
  - 1991年春：細川登喜二
  - 1991年秋：佐野利喜男
  - 1994年春：細川登喜二
  - 1995年秋：佐野利喜男
  - 1996年秋：渡辺一成
  - 1997年春：谷田部恵美
  - 1997年秋：中川満
- 調整：
  - 1991年春：牧野和侑
  - 1991年秋：貫井克次郎
  - 1994年春：貫井克次郎
  - 1995年秋：口田幹夫
  - 1996年秋：石塚功
  - 1997年春：三浦勝志
  - 1997年秋：高橋広樹
- 〈Hスタ〉
  - SW：
    - 1996年秋：村松明
    - 1997年春：田口勝夫
    - 1997年秋：高梨正利

  - カメラ：
    - 1996年秋：渡辺滋雄
    - 1997年春：南良郎
    - 1997年秋：山田祐一

  - 音声：
    - 1996年秋：大島康彦
    - 1997年春：田中勝巳
    - 1997年秋：大島康彦

  - 照明：
    - 1997年春：佐野利喜男

  - 調整：
    - 1996年秋：藤原慶太
    - 1997年春：高橋一徳
    - 1997年秋：八木一夫
- 美術：
  - 1991年春：荒井亜和
  - 1991年秋：荒井亜和
  - 1994年春：羽谷重信
  - 1995年秋：羽谷重信
  - 1996年秋：羽谷重信
  - 1997年春：羽谷重信
  - 1997年秋：羽谷重信
- デザイン：
  - 1991年春：磯村英俊
  - 1991年秋：磯村英俊、中野嘉一郎
  - 1994年春：磯村英俊
  - 1995年秋：磯村英俊
  - 1996年秋：磯村英俊
  - 1997年春：磯村英俊
  - 1997年秋：磯村英俊
- イラスト：
  - 1991年春：江野智絵
  - 1991年秋：江野智絵
  - 1994年春：江野智絵
- 装置：
  - 1991年春：五十嵐一規、生方一芳
  - 1991年秋：五十嵐一規、四之宮克成
  - 1994年春：南谷祥
  - 1995年秋：南谷祥
  - 1996年秋：南谷祥、四之宮克成
  - 1997年春：南谷祥、四之宮克成
  - 1997年秋：南谷祥、四之宮克成
- 装飾：
  - 1991年春：永山佳代子
  - 1991年秋：永山佳代子
  - 1994年春：川嶌佳代子
  - 1995年秋：佐藤和典
  - 1996年秋：塩ノ谷裕一
  - 1997年春：佐藤和典
  - 1997年秋：佐藤和典
- 電飾：
  - 1991年春：福田隆正
  - 1991年秋：安原久雄
  - 1994年春：富田通孝
  - 1995年秋：富田通孝
  - 1996年秋：富田通孝
  - 1997年春：富田通孝
  - 1997年秋：笠井信一
- メイク：
  - 1991年秋：山下幸子
- モニター：
  - 1996年秋：吉邑光司
  - 1997年春：吉邑光司
  - 1997年秋：吉邑光司
- 広報：
  - 1991年春：織田弘美
  - 1991年秋：辻澄子
  - 1994年春：辻澄子
  - 1995年秋：辻澄子
  - 1996年秋：辻澄子
  - 1997年春：辻澄子
  - 1997年秋：河村良子
- TK：
  - 1991年春：八生子
  - 1991年秋：西岡八生子
  - 1994年春：西岡八生子
  - 1995年秋：西岡八生子
  - 1996年秋：西岡八生子
  - 1997年春：西岡八生子
  - 1997年秋：西岡八生子
- 編集：
  - 1991年春：柘殖香織（東北新社）
  - 1991年秋：柘殖香織（東北新社）
  - 1994年春：柘殖香織（オムニバス・ジャパン）、清水良浩（麻布プラザ）
  - 1995年秋：柘殖香織・杉浦堅一（オムニバス・ジャパン）、清水良浩（麻布プラザ）
  - 1996年秋：日下石京子（オムニバス・ジャパン）、清水良浩（麻布プラザ）
  - 1997年春：高橋亮（オムニバス・ジャパン）、清水良浩（麻布プラザ）
  - 1997年秋：髙橋亮・島貫麻理子（オムニバス・ジャパン）、清水良浩（麻布プラザ）、秋葉武弘（IMAGICA）
- MA：
  - 1991年春：高橋昭雄（東北新社）
  - 1991年秋：高橋昭雄（東北新社）
  - 1994年春：水落洋一郎（オムニバス・ジャパン）
  - 1995年秋：水落洋一郎・坂井真一（オムニバス・ジャパン）、迫久美雄（麻布プラザ）
  - 1996年秋：水落洋一郎（オムニバス・ジャパン）、迫久美雄（麻布プラザ）
  - 1997年春：水落洋一郎（オムニバス・ジャパン）、山本晋（麻布プラザ）
  - 1997年秋：水落洋一郎（オムニバス・ジャパン）
- 音効：
  - 1991年春：村田好次
  - 1991年秋：村田好次（佳夢音）
  - 1994年春：村田好次・長内勇治（佳夢音）
  - 1995年秋：村田好次（佳夢音）、古川直樹（タルス）
  - 1996年秋：村田好次（佳夢音）
  - 1997年春：渡邊みさき（佳夢音）、有馬克己（ジャイロ）
  - 1997年秋：村田好次（佳夢音）
  - 1998年春：村田好次（佳夢音）、有馬克己（ジャイロ）
- ロケ技術：
  - 1991年春：タワーテレビ、ティ・ピー・ブレーン、日本EJシステム、NTVIC、VIA NIPPAS INC.、ウエルカム
  - 1991年秋：タワーテレビ、ティ・ピー・ブレーン、インパクト、GPA、映像センター、コスモ・スペース、八峯テレビ
- 問題管理：
  - 1997年秋：安藤優子、堤聰
- 制作デスク：
  - 1991年春：持留昭子
  - 1991年秋：日原直子、持留昭子、宮内由紀子
  - 1994年春：日原直子、岡野芳子
  - 1995年秋：日原直子、岡野芳子
  - 1996年秋：日原直子、岡野芳子
  - 1997年春：日原直子、岡野芳子
  - 1997年秋：日原直子、岡野芳子、相澤英里
- リサーチ：
  - 1996年秋：近藤博美、高橋裕臣、清水昭洋
- 演出補：
  - 1991年春：磯野太、酒井正義
  - 1991年秋：酒井正義、木下綾
  - 1994年春：小林周一、横島昌子
  - 1995年秋：高谷和男、土屋雅之、加納成人
- AD：
  - 1997年秋：土屋雅之、武井正弘、佐藤宗大
- 海外コーディネート
  - 1991年春：UNICORN WORLD CORPORATION、HIRO ENTERPRISES INC.、IDEA CO.,LTD.、SIMON R PRENTIS、Safeway Promotion、W'z International inc.、滝本茂、高橋光男
  - 1991年秋：SIMON R PRENTIS、THAI MIKASA TRADING CO.,LTD.、ANTHONY FALVAN、GEORGE STEVENSON、山上恵子
  - 1994年春：M'z International、MM Corporation、OFFICE KEY INC.、GLENN KIRSCHBALM
  - 1995年秋：OFFICE KEY INC.、D.D. KIKAKU INC.、HIGHLY ENTERPRISE INC.、ATV、有明興業、広州電視台
- 協力：
  - 1991年春：JAL、タイトー、亜東関係協会
  - 1991年秋：JAL、タイトー、日本アビオニクス、横河メディカルシステム、MACHIDA
  - 1994年春：JAL、タイトー、NATIONAL FILM DEVELOPMENT CORP LTD.、ソニークラシカル
  - 1995年秋：JAL、オーディオテクニカ、えとせとらレコード、RDF PRODUCTION LTD.、北京電視台、中国電視
  - 1996年秋：円谷プロ、角川書店、©藤子・小学館、えとせとらレコード博物館、オリオンプレス、日本作陶学院
  - 1997年春：オリコン、マルベル堂、ヤマハアーティストサービス東京、オアシス、新北海閣
  - 1997年秋：オリコン、タイトー、西洋膳所 ジョンカナヤ、共同通信社、時事通信社、Jリーグフォト、NHK、オリオンプレス
- 美術協力：
  - 1996年秋：日本テレビアート
  - 1997年春：日本テレビアート
  - 1997年秋：日本テレビアート
- 制作協力：
  - 1991年春：NCV Nippon Creative Vision、フルハウスTVプロデュース、オン・エアー、日企、三木プロダクション
  - 1991年秋：NCV Nippon Creative Vision、ハウフルス、日企、オン・エアー、三木プロダクション、SFINX、メイワーク、THE WORKS
  - 1994年春：ハウフルス、日企、NCV Nippon Creative Vision、THE WORKS、SFINX、オン・エアー
  - 1995年秋：日企、ハウフルス、NCV Nippon Creative Vision、SFINX、オン・エアー、ZION
  - 1996年秋：日企、ハウフルス、NCV Nippon Creative Vision、オン・エアー
  - 1997年春：ハウフルス、NCV Nippon Creative Vision、日企、オン・エアー
  - 1997年秋：ハウフルス、NCV Nippon Creative Vision、日企、オン・エアー
- 海外プロデューサー：
  - 1994年春：村松宏、竹村薫、小江幸臣、岡部喜一、矢沢秀樹
  - 1995年秋：宇佐美友教、矢沢秀樹、奥原篤、山田浩司
- 番組プロデューサー：
  - 1991年春：渡辺弘、重松修、水田伸生、甘利孝、桜田和之、菅賢治、草野公、初川則夫
  - 1991年秋：須永元、上島基幸、甘利孝、重松修、小松伸生、水田伸生、菅賢治、山田宏、柴田紀久、河野直樹、天笠ひろ美
  - 1994年春：篠崎安雄、岡部英紀、金谷勲夫、五歩一勇、神戸文彦、大井紀子、甘利孝、増田一穂、土屋敏男、小山啓、吉田真、加藤就一、大澤雅彦、佐藤敦、豊永幸男、富田求、柴田紀久、松原寛、河野直樹、新国誠、天笠ひろ美
  - 1995年秋：長冨忠裕、吉岡正敏、金谷勲夫、小杉善信、高橋靖二、増田一穂、甘利孝、土屋敏男、小山啓、田中芳樹、田辺裕、山田克也、富田求、河野直樹、村松宏、竹村薫、柴田紀久、松原寛
- 出演番組プロデューサー：
  - 1996年秋：山根義紘、長冨忠裕、棚次隆、室川治久、森岡正彦、小杉善信、柏木登、桜田和之、土屋敏男、土屋泰則、梅原幹、高木章雄、佐藤敦、尼崎昇、岡田泰三、田辺裕、山本和夫、河野直樹、村松宏、竹村薫、奥原篤
  - 1997年春：吉岡正敏、棚次隆、室川治久、小杉善信、高田真治、柏木登、桜田和之、土屋敏男、土屋泰則、高木章雄、菅賢治、佐藤敦、中村元気、田中芳樹、中村英明、岡田泰三、田辺裕、田中寿一、河野直樹、村松宏、奥原篤
  - 1997年秋：桜田和之、篠木為八男、土屋敏男、林隆一郎、菅賢治、高木章雄、田辺裕、中村元気、櫨山裕子、神蔵克、松﨑聡男、山田克也、今村紀彦、磯野太、岡田泰三、安岡喜郎、三枝孝臣、藤井淳
- ロケディレクター：
  - 1991年春：澤地康弘、細川芳彦、斉藤敏樹、野崎高伸、鈴木豊人、岩山高彦、瀧澤直人、磯貝武毅、前田賢一
- ディレクター：
  - 1991年春：雨宮秀彦、浜崎裕二、佐藤浩仁、柴田明廣、林田竜一
  - 1997年秋：和田隆
- 番組ディレクター：
  - 1991年秋：大塚恭司、財津功、尾高賢哉、磯野太、佐藤浩仁、林田竜一、西佳彦、野崎高伸、細川芳彦、大平純一、木村光一、永原啓一、森下泰男、正木敦、岸田裕之、矢坂義之、岩山高彦、竹田次彦、柳川剛、舟沢謙二、佐藤俊一郎、神崎啓太郎、星野直美
  - 1994年春：舟澤謙二、財津功、若目田光弘、矢坂義之、岩山高彦、竹田次彦、岸田裕之、栗原憲也、古山晃、澤地康弘、阿部核哉、大平純一、高岩美香、森実陽三、瓜生健
  - 1995年秋：松井昴史、鈴木豊人、岸田裕之、栗原憲也、宇津浩二、笠原保志、矢坂義之、柳川剛、飯沼誠、加藤宏実、相馬信雄、世良田佳男、千葉昭、南波昌人、若目田光弘、加藤幸二郎
  - 1996年秋：舟澤謙二、松井昴史、小澤龍太郎、矢坂義之、岩山高彦、竹田次彦、飯沼誠、加藤宏実、福地聡、鈴木守、三澤隆之、鈴木幸也、千葉昭、福士睦、南波昌人、横島昌子、宮部智泰、栗栖政文、大久保将博、神野基彦、本多雅春、田辺昌邦、田辺利幸
  - 1997年春：舟澤謙二、鈴木豊人、小澤龍太郎、矢坂義之、柳川剛、加藤宏実、佐藤浩仁、千葉昭、鈴木幸也、福地聡、南波昌人、福士睦、堤聰、横島昌子、宮部智泰、鈴木雅人、本田啓一、加納成人、高谷和男、芦澤英祐
  - 1997年秋：舟澤謙二、松井昴史、鈴木豊人、小澤龍太郎、矢坂義之、柳川剛、加藤宏実、千葉昭、鈴木幸也、横島昌子、宮部智泰、鈴木雅人、加納成人、芦澤英祐
- 海外プロデューサー：
  - 1991年春：村松宏、小江幸夫、竹村薫
  - 1991年秋：村松宏、松尾邦夫、竹村薫、岡部喜一
- 国内プロデューサー：
  - 1991年春：和田隆
- 監修：
  - 1991年春：井上頌一、千秋與四夫
- 制作スタッフ：
  - 1991年秋：桜田和之、佐野譲顕
- 演出：
  - 1991年春：五味一男
  - 1991年秋：五味一男、吉川圭三 / 菅原正豊
  - 1994年春：雨宮秀彦、磯野太、小澤太郎 / 和田隆
  - 1995年秋：小澤太郎、舟澤謙二、竹田次彦、森実陽三、瓜生健 / 雨宮秀彦、和田隆
  - 1996年秋：森実陽三、鈴木豊人、瓜生健、斎藤政憲、柳川剛、小澤太郎 / 雨宮秀彦、和田隆
  - 1997年春：瓜生健、松井昴史、竹田次彦、小澤太郎、森実陽三、斎藤政憲 / 雨宮秀彦、和田隆
  - 1997年秋：瓜生健、小澤太郎、森実陽三 / 竹田次彦、鈴木守、斎藤政憲、南波昌人、高谷和男 / 雨宮秀彦
- プロデューサー：
  - 1991年春：小杉善信 / 篠崎安雄
  - 1991年秋：小杉善信、渡辺弘
  - 1994年春：渡辺弘、小杉善信、桜田和之、佐野譲顕
  - 1995年秋：桜田和之、佐野譲顕、吉田真
  - 1996年秋：佐野譲顕、吉田真
  - 1997年春：佐野譲顕、吉田真
  - 1997年秋：佐野譲顕、土屋泰則、吉田真 / 村松宏（ハウフルス）、和田隆（NCV）、河野直樹（日企）、奥原篤（オン・エアー）
- 総合演出：
  - 1994年春：五味一男、吉川圭三
  - 1995年秋：五味一男、吉川圭三
  - 1996年春：五味一男、吉川圭三
  - 1996年秋：五味一男、吉川圭三
  - 1997年春：五味一男、吉川圭三
  - 1997年秋：五味一男、吉川圭三
- チーフプロデューサー：
  - 1995年秋：渡辺弘
  - 1996年春：渡辺弘
  - 1996年秋：渡辺弘
  - 1997年春：渡辺弘
  - 1997年秋：吉岡正敏
- 製作著作：日本テレビ

初期は構成に伊藤輝夫（現・テリー伊藤）、監修に菅原正豊の名前があった。
- ナレーター
  - SHOW by ショーバイ!!：立川志の輔
  - マジカル頭脳パワー!!：森功至、来宮良子
  - 世界まる見え：野田圭一、松島みのり、武田広、広中雅志ほか
  - 笑ってヨロシク：伊倉一恵
  - どんなMONだい?!：バッキー木場、内海賢二

## テーマ曲
- 史上最大の作戦のテーマ（ミッチー・ミラー合唱団、エンディング）
- カルメン/天国と地獄（クライズラー&カンパニー、提供表示時。1991春〜1995春。春秋、年末特番時のSHOW by ショーバイと共用）
- March With Mancini（オープニングの全チーム紹介時。1991秋〜1995春）